# 12:2-Fluortelomeralkohol
12:2-Fluortelomeralkohol ist eine chemische Verbindung aus der Gruppe der Fluortelomeralkohole.

## Vorkommen
12:2-Fluortelomeralkohol wurde in sehr geringer Konzentration in norwegischen Sedimenten und in Verpackungsmaterial aus China nachgewiesen.

## Herstellung
Die Herstellung von 12:2-Fluortelomeralkohol ist ausgehend von 1-Iodperfluordodecan möglich. Dieses wird zunächst mit Ethylmagnesiumbromid in das entsprechende Grignardreagenz umgesetzt. Dieses kann dann mit Dimethylpropylenharnstoff und Ethylensulfat zu einem Sulfat umgesetzt werden, das zunächst als Magnesiumsalz vorliegt, jedoch durch Salzmetathese mit Kaliumcarbonat in das Kaliumsalz umgewandelt werden kann. Die saure Hydrolyse mit Salzsäure ergibt 12:2-Fluortelomeralkohol.

## Regulierung
Da die 12:2-Fluortelomeralkohol eine Perfluorheptylgruppe enthält und damit die Definition eines Perfluoroctansäure-Vorläufers laut Stockholmer Übereinkommen sowie EU-POP-Verordnung erfüllt, unterliegt der Stoff einem weitreichenden Verbot. Zudem fällt er auch unter die Beschränkung von Perfluorcarbonsäuren der Kettenlängen C9–C14, ihrer Salze und Vorläuferverbindungen in der REACH-Verordnung.

## Externe Links zu erwähnten Verbindungen
1. ↑  Externe Identifikatoren von bzw. Datenbank-Links zu 1-Iodperfluordodecan:  CAS-Nr.: 307-60-8, EG-Nr.: 206-205-3, ECHA-InfoCard: 100.005.643, PubChem: 67546, Wikidata: Q72500522.